# Корнелија Фједкјевич
Корнелија Фједкјевич (пољ. Kornelia Fiedkiewicz; Легњица, 5. август 2001) — пољска пливачица вишеструка национална првакиња и рекордерка, учесница светских првенстава и Олимпијских игара. Њена примарна дисциплина су спринтерске трке слободним стилом.

## Спортска каријера
Корнелија је веома рано научила да плива, док је са озбиљнијим пливачким тренинзима почела у доби од 9 година у родној Легњици. 
На међународној пливачкој сцени је дебитовала 2017. као јуниорка, наступајући на Европском јуниорском првенству у Нетањи, а потом и на Светском јуниорском првенству у Индијанаполису. У Нетањи је чак успела да освоји и прву медаљу у каријери, бронзу у трци микс штафета на 4 × 100 слободно. На јуниорском првенству континента одржаном у Хелсинкију 2018. освојила је бронзу у појединачној трци на 50 метара слободним тилом. Нешто касније исте године такмичила се и на Олимпијским играма младих у Буенос Ајресу, где је као чланица пољске микс штафете на 4 × 100 слободно заузела пето место у финалу. 
Успешан деби у конкуренцији сениора је имала 2019. на европском првенству у малим базенима у Глазгову где је освојила златну медаљу у трци женских штафета на 4 × 50 метара слободним стилом. 
Била је чланица пољске репрезентације на Олимпијским играма у Токију 2020, али није остварила пласман пошто је пољска репрезентација у трци микс штафета на 4 × 100 мешовито дисквалификована. Крајем исте године је на европском првенству у малим базенима, одржаном у Казању, освојила бронзану медаљу у трци женских штафета на 4×50 слободно. 
На светским првенствима у великим базенима је дебитовала у Фукуоки 2023, где јој је најбољи резултат било 19. место у квалификацијама трке на 100 метара леђним стилом. Знатно боље резултате остигла је годину дана касније, на првенству света у Дохи 2024, где је успела да се пласира у финалне трке на 50 и 100 метара слободним стилом (обе трке је окончала на 7. месту). У штафетним тркама је остварила пласмане на два 4. места у финалима на 4×100 слободно за жене и 4×100 мешовито у миксу, те на седмо место у финалу трке женских штафета на 4×100 мешовито. 
Највећи успех у дотадашњој професионалној пливачкој каријери је постигла на Европском првенству у Београду 2024, где је успела да освоји три медаље, по једно злато, сребро и бронзу у штафетним тркама. Титулу континенталне првакиње је освојила у трци женских штафета на 4×100 мешовито.
Успела је да се квалификује за наступ на Олимпијским играма у Паризу 2024. где се такмичила у чак 5 дисциплина. У појединачним тркама је остварила пласмане на 20. место на 50 слободно и 100 слободно у квалификацијама, чиме није успела да се пласира у полуфиналне трке. Пливала је и за пољске штафете на 4×100 слободно (13), 4×100 мешовито (12) и 4×100 мешовито микс (14. место).
Годину је окончала освајањем бронзане медаље на Светском првенству у малим базенима у Будимпешти 2024, у трци мешовитих штафета на 4×50 слободно. Била је то уједно и њена прва медаља у каријери осцојена на светским првенствима у пливању. 